# Aegon

Ehemaliges Logo

Das niederländische Unternehmen Aegon Ltd. ist eines der weltweit führenden Unternehmen im Lebensversicherungsbereich. Der Hauptsitz des Unternehmens befindet sich in Den Haag, Niederlande.
Der Unternehmensname (Firma) Aegon ist gebildet aus den Namen der fünf Versicherungsgesellschaften (Akronym) – Algemeene Friesche (1844), Eerste Nederlandsche (1882), Groot-Noordhollandsche (1845), Olveh (1879) und Nillmij (1859).
Im Jahr 2022 beschäftigte das Unternehmen über 22.600 Menschen weltweit. Aegons Geschäftsfelder sind fokussiert auf Lebensversicherungen und Pensionen. Das Unternehmen ist ebenso aktiv im Bereich Kranken-, Schadens- und Haftpflichtversicherungen. Schwerpunktmäßig ist Aegon auf den Märkten der USA, der Niederlande und Großbritannien vertreten, aber auch in anderen Ländern wie Kanada, Ungarn, der Slowakei, Spanien, Taiwan und China. 1995 gründete Aegon die deutsche Tochter Moneymaxx in Düsseldorf, die 2005 an die Deutscher Ring Lebensversicherungs-AG abgegeben wurde. Im Juli 1999 übernahm Aegon das US-amerikanische Finanzdienstleistungs- und Versicherungsunternehmen Transamerica Corporation.
Infolge der Finanzkrise ab 2007 gab das niederländische Finanzministerium am 28. Oktober 2008 bekannt, das Unternehmen mit insgesamt drei Milliarden Euro zu unterstützen.
Im Juni 2011 kaufte Aegon die letzten vom niederländischen Staat erworbenen Wandelanleihen zurück und konnte die gewährten Staatshilfen somit innerhalb von 2,5 Jahren vollständig zurückzahlen.
Im Oktober 2023 wurde der rechtliche Sitz der Aegon-Gruppe von den Niederlanden nach Bermuda verlegt.

## Filialen und Tochterunternehmen

### Nordamerika
- Aegon USA, LLC
- Transamerica Corporation
- Transamerica Life Insurance Company
- Transamerica Advisors Life Insurance Company
- Investment Advisors International
- Monumental Life Insurance Company
- Stonebridge Casualty Insurance Company
- Stonebridge International Insurance Ltd
- Stonebridge Life Insurance Company
- Stonebridge Casualty Insurance Company
- Transamerica Financial Life Insurance Company
- Western Reserve Life Assurance Co. of Ohio
- World Financial Group
- World Group Securities
- Diversified Investment Advisors
- Transamerica Life Canada

### Niederlande
- Aegon Leven
- Aegon Schade
- Aegon Bank
- Optas Pensioenen
- Electrologica NV, eine in den 1950er Jahren mitgegründete Firma zur Herstellung des Electrologica-X1-Computers

### Vereinigtes Königreich
- Scottish Equitable plc (trading as Aegon UK)
- Origen Financial Services
- Positive Solutions

### Andere
- Aegon España S.A.
- Aegon Magyarország Általános Biztositó Zrt. (Ungarn)
- Aegon TU na Życie S.A. / Aegon Powszechne Towarzystwo Emerytalne S.A. (Polen)
- Aegon Asset Management Company (Indien)

### Joint ventures
- Aegon-CNOOC Life Insurance Company (50 % joint venture mit CNOOC), China
- Aegon Sony Life Insurance Cy (50 % joint venture mit Sony), Japan
- CAN Vida y Pensiones S.A. de Seguros (50 % joint venture), Spanien
- Caixa Terrassa (50 % joint venture), Spanien
- Mongeral (50 % joint venture Brazilian Insurance Company)[4]

### Aktienbeteiligungen
- N.V. Levensverzekeringsmaatschappij „De Hoop“(33,3 %), Niederlande
- Tenet Group Limited (22 %), Vereinigtes Königreich
- Seguros Argos (49 %), Mexiko
- Aegon Religare Life Insurance Company (26 %), Indien

## Aktionärsstruktur

### Hauptaktionäre
Die Stammaktien von Aegon werden überwiegend von institutionellen Anlegern wie Pensions- oder Investmentfonds gehalten. Zu diesen Aktionären gehört auch die Vereniging Aegon, der größte Aktionär des Unternehmens.
Nach Kenntnis von Aegon halten die folgenden Fonds und Institutionen basierend auf den bei der niederländischen Finanzmarktaufsicht (Autoriteit Financiële Markten) eingereichten Unterlagen einen Kapital- oder Stimmrechtsanteil von mindestens 3 % an Aegon (in alphabetischer Reihenfolge):
- BlackRock, Inc.
- Capital Research and Management Company
- Dodge & Cox Stock Fund
- Dodge & Cox International Stock Fund
- EuroPacific Growth Fund (Capital Group)
- UBS Group AG
- Vereniging Aegon

### Vereniging Aegon
Die Vereniging Aegon, größter Anteilseigner von Aegon, ist ein Zusammenschluss, der die Interessen des Unternehmens und seiner Stakeholder wahrt. Die Vereniging Aegon hält Stammaktien und Stammaktien B, die insgesamt 32,6 % der ausgegebenen und ausstehenden Aktien ausmachen.
Stammaktien und Stammaktien B haben jeweils einen Nennwert von 0,12 EUR und ein volles Stimmrecht von einer Stimme pro Aktie. Die mit der Stammaktie B verbundenen finanziellen Rechte betragen 1/40 einer Stammaktie. Die Stammaktien gewähren in jedem Fall eine Stimme pro Aktie.

## Sponsorentätigkeit
2008 wurde Aegon der offizielle Sponsor der niederländischen Fußballmannschaft Ajax Amsterdam; das Abkommen dauert sieben Jahre. Die Uniform von Ajax ist jetzt quer durch die Brust mit einem Aegon Logo ausgestattet. Aegon wurde zum dritten Sponsor von Ajax. (TDK förderte Ajax in den 1980ern, und ABN Amro von 1990 bis 2008.) Nach Stand 2008 fördert Aegon auch die Lawn Tennis Association. Seit 2004 ist Transamerica der Hauptsponsor vom US-amerikanischen Golfspieler Zach Johnson.
Des Weiteren fördert Aegon noch die niederländische Rudernationalmannschaft.